# Iter-pisha
Iter-pisha o Iter-Piša va ser el dotzè rei de la dinastia d'Isin a Sumer cap al segle xviii aC.
Va succeir Zambiya. La Llista de reis sumeris li dona un regnat de 4 anys. El va succeir Ur-du-kuga de filiació desconeguda.